# Frogs Legnano 1996
Questa voce raccoglie le informazioni riguardanti i Frogs Legnano nelle competizioni ufficiali della stagione 1996.

## Roster
| Roster dei Frogs Legnano (1996) |
| --- |
| Quarterback - 9 Matteo Salmini - 10 Ronald Adams - 13 Euguene Buccigrossi - 21 Michael Curtius Running Back - 21 Benito Melis - 26 Don Maloney - 30 Davide Cartabia - 34 Gianluca Orrigoni - 43 Stefano Leigheb - 49 Ulrich Lucarelli Wide Receiver - 11 Aldo Mario Fei WR/QB - 15 Fabio Norcini WR/SS - 82 Stefano Burattin - 85 Davide Acquati - 86 Maurizio Barbotti - 88 Andrea Crugnola Tight End - 70 Tommaso Magagnini TE/OL - 84 Fabio Mazzeo - 87 Andrea Mariani TE/QB Offensive Linemen - 50 Marco Martella OT - 52 Federico Villa OT - 55 Domenico Bellarosa C - 62 Giovanni Ganci C - 62 Davide Cozzi OG - 64 Raffaele Gerardi OG/C - 65 Sergio Vissa DE - 66 Mauro Goldin OT - 71 Roberto Gestori C - 72 Bruno Gobbo OG - 74 Alessandro Bondioli OT - 77 Giovanni Fumarola OT Defensive Linemen - 33 Fabio Franzini DE/RB - 41 Carlo Mariani DE - 57 Claudio Ortica DE/LB - 60 Vito Piantanida DT - 75 Fulvio Rusconi DE/P - 76 Flavio Moiraghi DT - 78 Giuseppe Campanini DE - 95 Simone Mereu DE/NT - 99 Giacomo Cranchi NG Linebacker - 39 Gabriele Aiello - 42 Attilio Castiglioni - 53 Paolo Spallanzani - 54 Giorgio Nardi - 56 Giuseppe Invernizzi - 58 Dario Castellanza - -- Christian Zara Defensive Back - 2 Simone De Martin FS - 17 Calogero Consiglio - 22 Carlo Longo CB/SS - 23 Paolo Verrini CB/K - 25 Walter Talone FS - 27 Francesco Caputo CB/SS - 35 Mario Carimati SS/LB - 36 Alessandro Ugo Clerici FS - 37 Omar Frontini CB - 40 Enrico Comotti FS - 48 Gianluca Giupponi CB Special Team - 7 Giorgio Pons K Coaching staff - Paolo Giacomelli |

## Golden League FIAF 1996

### Stagione regolare
| Roma 10 febbraio 1996 1ª giornata | Gladiatori Roma | 7 – 15 referto | Frogs Legnano | Stadio dei Marmi, viale dello Stadio dei Marmi |

| Milano 18 febbraio 1996 2ª giornata | Rhinos Milano | 12 – 39 referto | Frogs Legnano | Campo Pirelli Pro Patria |

| Legnano 24 febbraio 1996 3ª giornata | Frogs Legnano | 14 – 13 referto | Centax Blackhawks Bergamo | Stadio Giovanni Mari |

| Legnano 2 marzo 1996 4ª giornata | Frogs Legnano | 60 – 13 referto | Infoservice Giaguari Torino | Stadio Giovanni Mari, via C. Pisacane |

| Palermo 10 marzo 1996 5ª giornata | Cardinals Palermo | 12 – 45 referto | Frogs Legnano | Velodromo Paolo Borsellino, viale Giuseppe Lanza di Scalea |

| Valenza 30 marzo 1996 6ª giornata | Coates Knights Alessandria | 12 – 33 referto | Frogs Legnano | Campo Comunale |

| Legnano 13 aprile 1996 7ª giornata | Frogs Legnano | 50 – 0 referto | Rhinos Milano | Stadio Giovanni Mari, via C. Pisacane |

| Telgate 20 aprile 1996 8ª giornata | Centax Blackhawks Bergamo | 20 – 13 referto | Frogs Legnano | Campo Comunale |

| Torino 28 aprile 1996 9ª giornata | Infoservice Giaguari Torino | 21 – 27 referto | Frogs Legnano | Campo Cenisia |

| Legnano 4 maggio 1996 10ª giornata | Frogs Legnano | 20 – 14 referto                                                           | Gladiatori Roma | Stadio Giovanni Mari, via C. Pisacane |
| \| \| \| \| \| Barbotti Q1 (TD) 44yd pass Curtius (TD) run Burattin (TD) 40yd pass da Curtius Burattin (tpc) pass \| Marcatori \| Cinelli Q1 (TD) 4yd run ? Q1 (pat) Cestari (TD) pass da Fierli ? Q1 (pat) \| |               |                                                                           |                 |                                       |
| |               |                                                                           |                 |                                       |
| Barbotti Q1 (TD) 44yd pass Curtius (TD) run Burattin (TD) 40yd pass da Curtius Burattin (tpc) pass | Marcatori     | Cinelli Q1 (TD) 4yd run ? Q1 (pat) Cestari (TD) pass da Fierli ? Q1 (pat) |                 |                                       |

| Legnano 18 maggio 1996 11ª giornata | Frogs Legnano | 52 – 14 referto | Cardinals Palermo | Stadio Giovanni Mari |

| Legnano 13 maggio 1995 12ª giornata | Frogs Legnano | 42 – 18 referto | Coates Knights Alessandria | Stadio Giovanni Mari, via C. Pisacane |

### Playoff
| Legnano 8 giugno 1996 Quarti di Finale | Frogs Legnano | 54 – 12 referto | Multicargo Dolphins Marche | Stadio Giovanni Mari, via C. Pisacane |

| San Lazzaro di Savena 15 giugno 1996 Semifinale | Gibidi Continental Phoenix Bologna | 35 – 34 referto | Frogs Legnano | Stadio Luigi Ferraris, via C. Pisacane |

## European Football League

### Stagione regolare
| Aix-en-Provence 23 marzo 1996 Girone C | Argonautes d'Aix-en-Provence | 33 – 0 referto | Frogs Legnano |  |

| Legnano 6 aprile 1996 Girone C | Frogs Legnano | 60 – 29 referto | Madrid Panteras | Stadio Giovanni Mari, via C. Pisacane |

### Playoff
| Berlino 12 maggio 1996 Quarti di Finale | Berlin Adler | 13 – 46 referto                                                                                             | Frogs Legnano |  |
| \| \| \| \| \| ? (FG) ? (saf) \| Marcatori \| Orrigoni (TD) run Orrigoni (TD) run Orrigoni (TD) run Orrigoni (TD) run Maloney (TD) pass Maloney (TD) pass \| |              | |               |  |
| |              | |               |  |
| ? (FG) ? (saf) | Marcatori    | Orrigoni (TD) run Orrigoni (TD) run Orrigoni (TD) run Orrigoni (TD) run Maloney (TD) pass Maloney (TD) pass |               |  |

| Legnano 2 giugno 1996 Semifinale | Frogs Legnano | 17 – 20 referto | Argonautes d'Aix-en-Provence | Stadio Giovanni Mari, via C. Pisacane |

## Statistiche di squadra
| Competizione | %Vittorie | In casa | In casa | In casa | In casa | In casa | In casa | In trasferta | In trasferta | In trasferta | In trasferta | In trasferta | In trasferta | Totale | Totale | Totale | Totale | Totale | Totale |
| Competizione | %Vittorie | G       | V       | N       | P       | Pf      | Ps      | G            | V            | N            | P            | Pf           | Ps           | G      | V      | N      | P      | Pf     | Ps     |
| ------------ | --------- | ------- | ------- | ------- | ------- | ------- | ------- | ------------ | ------------ | ------------ | ------------ | ------------ | ------------ | ------ | ------ | ------ | ------ | ------ | ------ |
| Campionato   | 0.917     | 6       | 6       | 0       | 0       | 238     | 72      | 6            | 5            | 0            | 1            | 172          | 84           | 12     | 11     | 0      | 1      | 410    | 156    |
| Playoff      | 0.500     | 1       | 1       | 0       | 0       | 54      | 12      | 1            | 0            | 0            | 1            | 34           | 35           | 2      | 1      | 0      | 1      | 88     | 47     |
| Eurobowl     | 0.500     | 2       | 1       | 0       | 1       | 77      | 49      | 2            | 1            | 0            | 1            | 46           | 46           | 4      | 2      | 0      | 2      | 123    | 95     |
| Totale       | 0.777     | 9       | 8       | 0       | 1       | 369     | 133     | 9            | 6            | 0            | 3            | 252          | 165          | 18     | 14     | 0      | 4      | 621    | 298    |